# Пожар на нефтяной платформе «Piper Alpha»

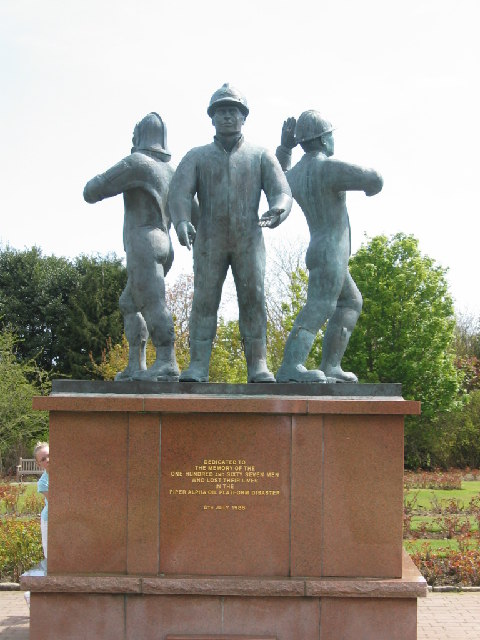
Мемориал в Hazlehead Park, Абердин, Шотландия

Пожар на нефтяной платформе «Piper Alpha» — пожар на добывающей платформе «Piper Alpha» в Северном море, произошедший 6 июля 1988 года, в результате которого погибло 167 человек.

## Предпосылки
Нефтяная платформа «Piper Alpha», расположенная на шельфе Северного моря в 196 км от Абердина, была построена в 1975 году. Добыча нефти началась в 1976 году.
Платформа оказалась чрезвычайно продуктивной. Когда оператор Occidental запросил разрешение на увеличение ставок, разрешение было дано при условии, что газ также будет экспортирован вместо того, чтобы разгоняться.
В декабре 1978 года была модернизирована установка по переработке газа, и был начат экспорт газа. После удаления воды и сероводорода в молекулярных ситах газ сжимали и затем охлаждали путем расширения. Более тяжелые фракции газа конденсировались в виде жидкости, а остальная часть газа (в основном метан) продолжала экспортироваться. Конденсат собирали в большой емкости, соединенной с двумя параллельными насосами конденсата (рабочим и резервным) и закачивали в нефть для экспорта в Флотту. Было два режима работы. При первом избыточный газ разгонялся, при втором — экспортировался. Платформа работала во втором режиме. За три дня до катастрофы молекулярные сита были выведены из эксплуатации для текущего обслуживания. Затем установки для обработки газа и конденсата были перекомпонованы таким образом, чтобы Piper Alpha могла работать в первом режиме. Конденсат был по-прежнему удален из газа и введен в линию экспорта нефти. Метан, объем которого требуется для работы турбогенераторов и системы газлифта на Piper, выходил в атмосферу.

## Катастрофа
6 июля 1988 года на нефтяной платформе Piper Alpha, находившейся в Северном море, случилась крупнейшая катастрофа в истории данной отрасли. В результате утечки газа и последующего взрыва, а также в результате непродуманных и нерешительных действий персонала погибло 165 человек из 226 находившихся в тот момент на платформе, только 59 человек остались в живых. Тела еще двух спасателей так и не были найдены, после того, как их спасательное судно, оказавшееся в ловушке среди обломков и обездвиженное, было уничтожено разрушающейся буровой установкой. Сразу же после взрыва на платформе была прекращена добыча нефти и газа, однако в связи с тем, что трубопроводы платформы были подключены к общей сети, по которой шли углеводороды с других платформ, а на тех добычу и подачу нефти и газа в трубопровод долгое время не решались остановить, огромное количество углеводородов продолжило поступать по трубопроводам, что поддерживало пожар.

## Нанесенный ущерб
Нефтяная платформа принадлежала компании Occidental Petroleum.
Все застрахованные потери составили около 3,4 млрд долл. США (£ 1.7 млрд.) На сегодняшний день это является худшей мировой катастрофой в нефтяной отрасли с точки зрения человеческих жизней и потери влияния в отрасли. В момент аварии на платформы приходилось около десяти процентов от всей добычи нефти и газа в Северном море.

## Память

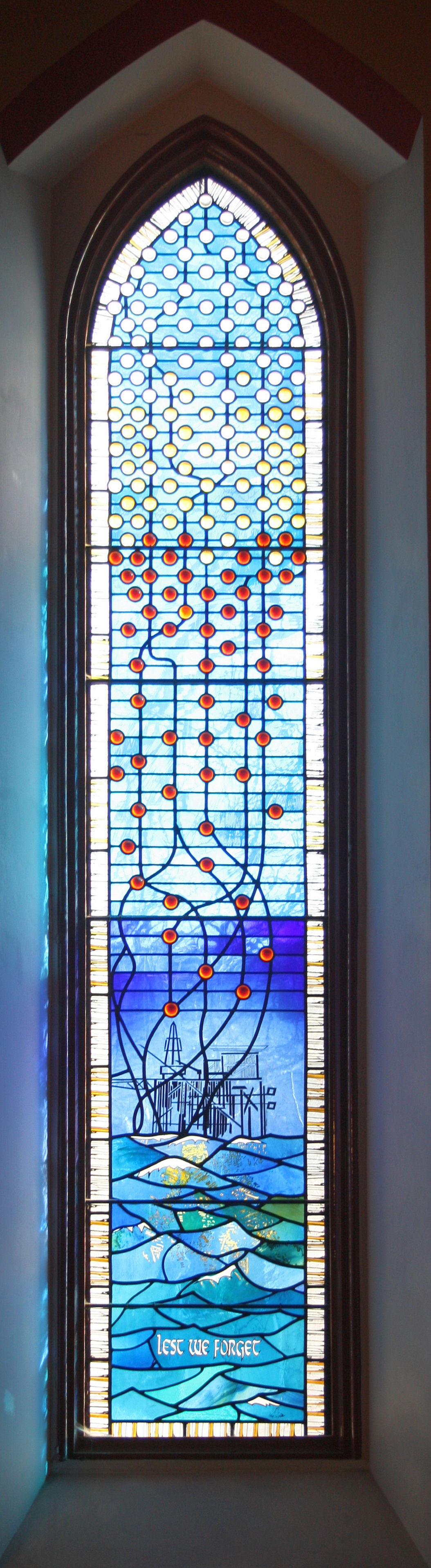
Окно в церкви Святого Николая посвященное трагедии.

В церкви Святого Николая на Union Street в городе Абердин размещена часовня в память о погибших; установлена мемориальная скульптура в Саду Роз в парке Hazlehead. Из числа погибших один человек так и не был найден.

## Культурные аспекты
- Катастрофа была показана в документальном сериале «Секунды до катастрофы» в эпизоде Взрыв в Северном море.